# Emanuel Farkas
Emanuel („Emil“) Farkas (* 6. Januar 1873 in Budapest; † 6. August 1942 in Litzmannstadt) war ein österreichischer Lyriker, Maler und Übersetzer.

## Leben und Wirken
Emanuel Farkas (genannt Emil) übersiedelte nach Wien, reiste vor 1914 nach Paris zu Kunststudien im Louvre und in Galerien. Von 1914 bis 1918 diente er als einfacher Soldat im Ersten Weltkrieg, danach lebte er als Lyriker und Maler als Autodidakt und Übersetzer ins Ungarische in Wien. Er gewann mit Herbert Boeckl einen wichtigen Freund und Förderer.
1926 heiratete er Dorothea Chajet (genannt Dora), eine 21 Jahre jüngere Tochter seines Nachbarn, die Ehe blieb kinderlos. 1928 gab er im Phönix Verlag, Wien, seinen Gedichtband „Sonette der Mystik“ heraus und erhielt Kritiken von Ernst Lothar, Anton Wildgans, Stefan Zweig, im Stuttgarter Neues Tagblatt und Hamburgischer Correspondent.
Mit seiner Ehefrau reiste er 1941 nach Budapest. Am 2. November 1941 wurde er gemeinsam mit Ehefrau Dora aus Wien nach Litzmannstadt (heute Łódź) deportiert laut Dokumentationszentrum des Bundes Jüdischer Verfolgter des Naziregimes in Wien. Der überwiegende Teil seines bildnerischen und literarischen Oeuvres wurde in diesem Zusammenhang vernichtet. Nur acht Pastellkreide- bzw. Kohlezeichnungen im Original und weitere 19 unveröffentlichte Gedichte blieben erhalten.
Farkas starb 1942 in Litzmannstadt. Im Nekrolog des Kürschners Deutscher Literatur-Kalenders 1973 und anderer Literatur findet sich die falsche Angabe, er sei am 8. Mai 1945 in Wien gestorben.